# Fernando (Fußballspieler, 1999)
Fernando dos Santos Pedro (* 1. März 1999 in Belo Horizonte) ist ein brasilianischer Fußballspieler auf der Position des Flügelspielers.

## Karriere
Fernando entstammt der Jugendakademie des brasilianischen Traditionsvereins Palmeiras São Paulo. Bei der U-20-Staatsmeisterschaft von São Paulo 2017 war er mit 13 Treffern bester Torschütze seines Teams, welches die Meisterschaft gewann. Am 9. November 2017 debütierte er in der höchsten brasilianischen Spielklasse, als er bei der 1:3-Auswärtsniederlage gegen den EC Vitória in der Halbzeitpause für Bruno Henrique ins Spiel kam. Dieser Einsatz blieb sein Einziger in der Série A. Sein Debüt bei der Staatsmeisterschaft von São Paulo gab er am 11. März 2018 beim 3:0-Auswärtssieg gegen den Ituano FC. In diesem Spiel kam er in der 77. Spielminute für Rafael Papagaio in die Partie und traf bereits drei Minuten später erstmals für die erste Mannschaft.
Am 17. Juni 2018 wurde der Wechsel Fernandos zum ukrainischen Verein Schachtar Donezk bekanntgegeben. Der Erstligist bezahlte für seine Dienste eine Ablösesumme in Höhe von 5,5 Millionen Euro und stattete ihn mit einem Fünfjahresvertrag aus. Sein Ligadebüt gab er am 25. Juni beim 2:0-Auswärtssieg gegen Desna Tschernihiw. Bereits beim 3:0-Heimsieg gegen Arsenal Kiew im nächsten Spiel konnte er zum ersten Mal treffen. In der Saison 2018/19 kam er auf 18 Ligaeinsätze, in denen er zweimal treffen konnte und errang mit seinem Verein sowohl den Meistertitel als auch den Pokal.
Am 2. September 2019 wurde er für die gesamte Saison 2019/20 an den portugiesischen Erstligisten Sporting Lissabon ausgeliehen. Für die erste Mannschaft der Leões bestritt er jedoch nur ein Pflichtspiel und bereits im Januar 2020 wurde er wieder nach Donezk zurückbeordert.
Für Schachtar absolvierte er in der verbleibenden Spielzeit 2020/21 neun Ligaspiele, in denen er ihm ein Treffer und eine Vorlage gelang. In der Saison 2021/22 kam er zu sieben Einsätzen in der Liga, in denen er fünf Tore erzielte, ehe die Spielzeit aufgrund des russischen Überfalls auf die Ukraine im Februar 2022 unterbrochen wurde. Für Donezk erzielte er zudem in jener Saison seine ersten beiden Treffer in der UEFA Champions League.
Zur Saison 2022/23 wechselte Fernando zum österreichischen Bundesligisten FC Red Bull Salzburg, bei dem er einen bis Juni 2027 laufenden Vertrag erhielt. Für Salzburg kam er verletzungsbedingt nur zu 20 Einsätzen in der Bundesliga, in denen er zehnmal traf. Mit dem Team wurde er 2023 Meister. Nach zweieinhalb Jahren in Salzburg kehrte der Angreifer im Januar 2025 nach Brasilien zurück und wechselte zu Red Bull Bragantino.

## Erfolge
Schachtar Donezk
- Ukrainische Meisterschaft: 2018/19, 2019/20
- Ukrainischer Pokal: 2018/19

FC Red Bull Salzburg
- Österreichischer Meister: 2023